# 1991 у Миколаєві
| Роки в Миколаєві ← • 1901 • 1902 • 1903 • 1904 • 1905 • 1906 • 1907 • 1908 • 1909 • 1910 • 1911 • 1912 • 1913 • 1914 • 1915 • 1916 • 1917 • 1918 • 1919 • 1920 • 1921 • 1922 • 1923 • 1924 • 1925 • 1926 • 1927 • 1928 • 1929 • 1930 • 1931 • 1932 • 1933 • 1934 • 1935 • 1936 • 1937 • 1938 • 1939 • 1940 • 1941 • 1942 • 1943 • 1944 • 1945 • 1946 • 1947 • 1948 • 1949 • 1950 • 1951 • 1952 • 1953 • 1954 • 1955 • 1956 • 1957 • 1958 • 1959 • 1960 • 1961 • 1962 • 1963 • 1964 • 1965 • 1966 • 1967 • 1968 • 1969 • 1970 • 1971 • 1972 • 1973 • 1974 • 1975 • 1976 • 1977 • 1978 • 1979 • 1980 • 1981 • 1982 • 1983 • 1984 • 1985 • 1986 • 1987 • 1988 • 1989 • 1990 • 1991 • 1992 • 1993 • 1994 • 1995 • 1996 • 1997 • 1998 • 1999 • 2000 • → |

1991 у Миколаєві — список важливих подій, що відбулись у 1991 році в Миколаєві. Також подано перелік відомих осіб, пов'язаних з містом, що народились або померли цього року, отримали почесні звання від міста.

## Події
- На базі Миколаївського кораблебудівного інституту була створена «Школа гардемаринів» — перший в місті Миколаєві заклад, що став профільним навчальним закладом, пізніше реорганізованим в морський ліцей імені професора М. Александрова.
- 5 грудня заснований нині один з найбільших українських сільськогосподарських виробників та експортерів України, аграрна компанія «Нібулон».
- У Тернівці, при Товаристві болгарської культури ім. Христо Ботєва (засновано 1980 р.) відкрито читальню, в якій майже 2000 книг болгарською мовою.
- У Дикому Саду на чолі з Юрієм Гребенніковим розпочались регулярні розкопки Міста людей кімерійських.
- 25 листопада обласний виконавчий комітет ухвалив рішення про передачу будівлі костелу святого Йосипа місцевій католицькій громаді.
- Баскетбольний клуб «МКІ» став чемпіоном УРСР.

## Особи

### Очільники
- Юрій Сандюк, як і за рік до того, знову був обраний головою міської ради[1].
- 1-й секретар Миколаївського міського комітету КПУ — Володимир Новожилов.

### Почесні громадяни
- У 1991 році звання Почесного громадянина Миколаєва не присвоювалось.

### Народились
- Кошелюк Дмитро Володимирович (14 лютого 1991, Черкаси) — український футболіст, півзахисник, провів 66 матчів за муніципальний футбольний клуб «Миколаїв», забив 4 голи.
- Алдошин Максим Олександрович (17 червня 1991, Миколаїв — 7 серпня 2014, Красноармійськ, Покровський район, Донецька область) — український військовик, солдат Військової служби правопорядку Збройних сил України, кавалер ордена «За мужність» III ступеня.
- Воробйов Євген Геннадійович (1991, Миколаїв) — український військовослужбовець, солдат Збройних сил України, кавалер ордена «За мужність» III ступеня.
- Цапенко Олексій Васильович (1 серпня 1991) — молодший лейтенант Збройних сил України, кавалер ордена «За мужність» III ступеня. Випускник інженерно-енергетичного факультету Миколаївського аграрного університету.
- Бакунов Євген Валерійович (6 грудня 1991, Миколаїв — 8 серпня 2014, Дякове) — солдат 79-ї окремої аеромобільної бригади Збройних сил України, учасник російсько-української війни, кавалер ордена «За мужність» III ступеня.
- Кожурін Віктор Володимирович (21 грудня 1991, Болград — 20 січня 2015, Донецьк) — солдат Збройних Сил України, учасник російсько-української війни, кавалер ордена «За мужність» III ступеня. Один із «кіборгів». Мекав у Корабельному районі. Випускник Миколаївської загальноосвітньої школи І-ІІІ ступенів № 52.
- Гуцаленко Микола Віталійович (19 грудня 1991, Первомайськ, Миколаївська область — 23 лютого 2017, Дніпро) — український військовик, командир 2-го десантно-штурмового взводу 3-ї роти 1-го батальйону 79-ї окремої десантно-штурмової бригади, молодший лейтенант, кавалер орденів «За мужність» III ступеня та орденом Богдана Хмельницького III ступеня. Майстер спорту України з веслування. Випускник Миколаївського вищого училища фізичної культури, студент Національного університету кораблебудування.
- Понипаляк Аліна Василівна (28 лютого 1991, Миколаїв) — українська історикиня, кандидатка історичних наук, дослідниця українського визвольного руху, науковиця Національного музею історії України, авторка книги про останнього головного командира УПА Василя Кука.

### Померли
- Матаков Василь Миколайович (31 грудня 1918, Миколаїв — 5 березня 1991, Москва) — радянський військовий льотчик, Герой Радянського Союзу (1942), під час Німецько-радянської війни був заступником командира авіаескадрильї 27-го винищувального авіаційного полку (6-й винищувальний авіаційний корпус ППО).
- Улановський Михайло Семенович (нар. 8 вересня (25 серпня) 1913, Миколаїв — пом. 20 травня 1991, Київ) — український художник театру, заслужений діяч мистецтв УРСР, заслужений діяч мистецтв РРФСР (1956).
- Карелі Лев Георгійович (1913, Тифліс (нині Тбілісі) — 1991, Київ) — радянський інженер, фахівець у галузі мостобудування. Почесний громадянин Миколаєва. Побудував Варварівський та Інгульський мости у Миколаєві.
- Кучеровський Володимир Володимирович (1 листопада 1928, Новокостянтинівка, Новобузький район, Миколаївська область — 23 вересня 1991, Миколаїв) — український хормейстер, диригент, композитор, педагог.
- Ус Іван Спиридонович (1911, село Олександрівка, тепер Білозерського району Херсонської області — 1991, місто Миколаїв Миколаївської області) — український радянський діяч, бригадир судноскладальників Чорноморського суднобудівного заводу Миколаївської області. Депутат Верховної Ради СРСР 5—6-го скликань. Член ВЦРПС у 1954—1963 роках.
- Водягін Олексій Олексійович (10 січня 1925, Москва — 21 квітня 1991, Москва) — радянський футболіст і тренер. Ігрове амплуа — півзахисник. Заслужений майстер спорту СРСР (1951). Заслужений тренер РРФСР (1980). Тренер миколаївського «Суднобудівника» у 1962—1963 роках.
- Іцхак Кац (нар. 19 травня 1901, Миколаїв — 1991, Ізраїль) — ізраїльський державний службовець та мистецтвознавець, який працював у всіх сферах ізраїльського мистецтва та культури.